# 에스타디오 프레시덴테 후안 도밍고 페론
에스타디오 프레시덴테 후안 도밍고 페론(스페인어: Estadio Presidente Juan Domingo Perón)은 아르헨티나 부에노스아이레스주 아베쟈네다에 있는 축구 경기장으로, 1945년 9월 13일 개장하였다. 몇 차례 리모델링을 거쳐, 지금은 50,000 석(상부 18,000석, 특별석 7,000석, 홈 서포터석 15,000석, 원정 서포터석 10,000석)의 좌석을 갖추고 있다. 원정팀은 북쪽에 자리한다.
가벼운 반투명의 지붕이 철재 구조물 위에 얹혀져 원형의 경기장을 둘러싸고 있기에 엘 실린드로(El Cilindro, 원통)라는 별칭이 붙었다. 이 경기장은 아르헨티나 최초로 관중석에 지붕이 씌워진 경기장이며, 프리메라 디비시온에서 경기장을 펜스로 둘러싸지 않은 최초의 경기장이기도 하다.
이 경기장에서 있었던 첫 번째 공식 경기는 1950년 9월 3일 라싱 클루브와 벨레스 사르스피엘드와의 캄페오나토 경기였으며, 당시 라싱은 쟈밀 시메스의 골로 1-0 승리를 거두었다. 경기장의 공식 이름은 아르헨티나 대통령이었던 후안 페론을 기리기 위해 붙은 것이다. 당시 아베쟈네다에 이 경기장을 짓는 데 페론이 많은 도움을 주었기 때문이다.
경기장 소유주인 마리오 가지나와 구단주 데 토마소가 인데펜디엔테의 홈 구장 리베르타도레스 데 아메리카 경기장 개장 공사 중(2006년~2008년) 이 경기장을 불구대천의 원수인 인데펜디엔테에게 제공하기로 결정하자 라싱 팬들은 분노했고, 크게 반발하며 "경기장 껴안기" 운동을 벌였다.

## 교통
- 버스(콜렉티보) : 10, 17, 22, 33, 51, 54, 85, 95, 98, 100, 148, 186, 247, 271, 295, 293번
- 철도(메트로폴리타노) : 로카 선 아베쟈네다 역 (FC Metropolitano, ex línea Roca Estación Avellaneda)
- 주차장 : 700 대 주차 가능

## 갤러리

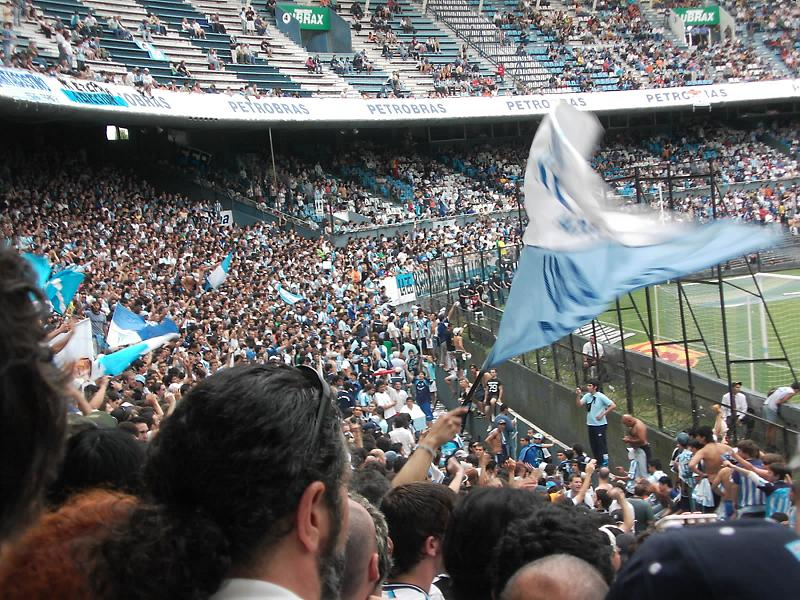
라싱의 인차다
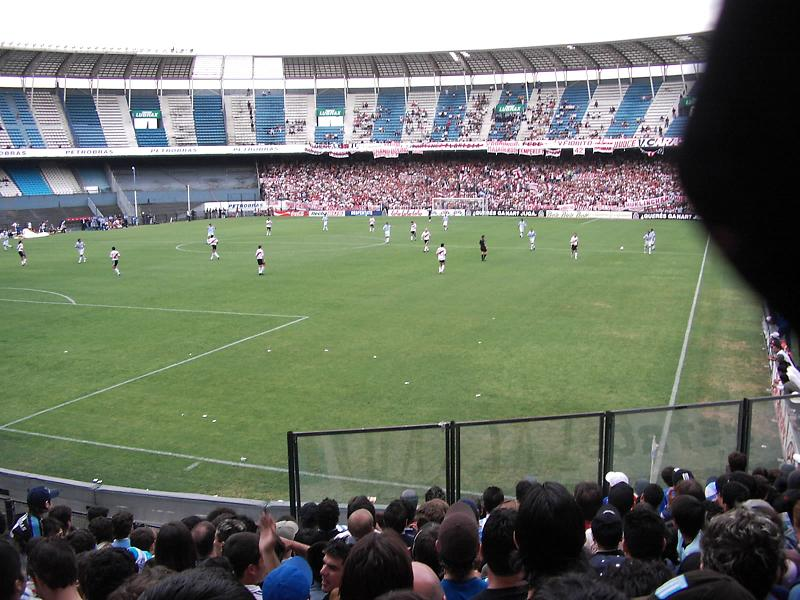
라싱과 리베르의 경기
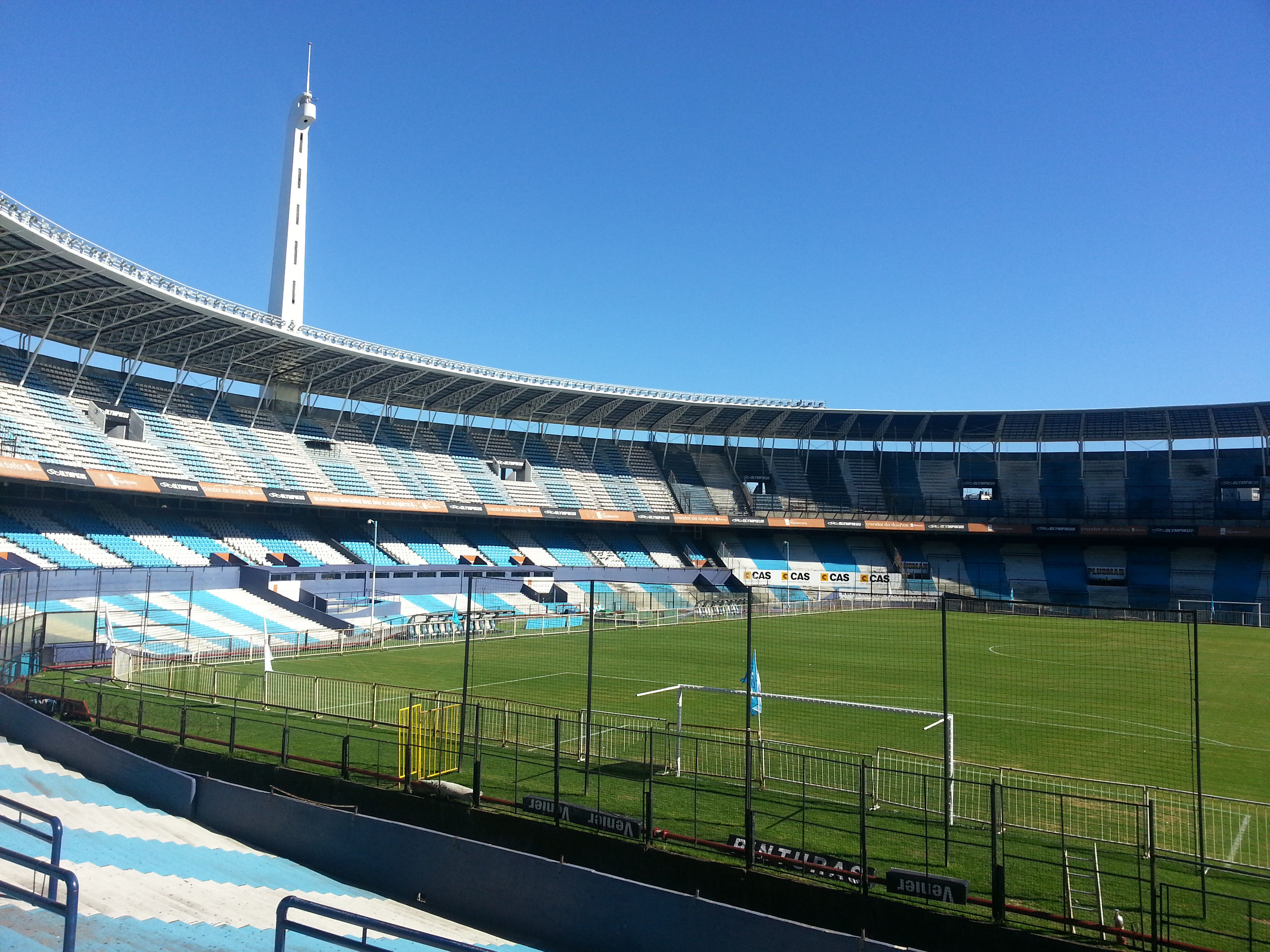

## 같이 보기
- 아베쟈네다 클라시코
- 후안 페론